# Messier 54
M54 (Messier 54 / NGC 6715) is een bolvormige sterrenhoop in het sterrenbeeld Schutter. Hij werd in 1778 door Charles Messier ontdekt en vervolgens door hem opgenomen in zijn catalogus van komeetachtige objecten als nummer 54.

## Extragalactische bolhoop
Eerst dachten astronomen dat M54 op 50 000 lichtjaar van de Aarde lag en, zoals de meeste heldere bolhopen, deel uitmaakte van de Melkweg. In 1994 hebben waarnemingen echter aangetoond dat de werkelijke afstand tot de bolhoop M54 eerder rond de 87 000 lichtjaar bedroeg en dat het bovendien in werkelijkheid ging om een extragalactische bolhoop, een bolhoop dus die niet tot de Melkweg behoorde. Men denkt nu dat M54 tot het Sagittarius-dwergstelsel (SagDEG Engels voor "Sagittarius Dwarf Elliptical Galaxy") hoort.
M54 is een van de lichtkrachtigste bolhopen met een totale lichtkracht van 850 000 maal die van de Zon en een absolute magnitude van -10,0.
M54 is eenvoudig te vinden vlak bij de ster Ascella (ζ Sgr).